# Dace Lina
Dace Lina (* 1. Dezember 1981 in Bauska) ist eine lettische Mittel- und Langstreckenläuferin.

## Karriere
Lina erzielte im Hannover-Marathon 2012 mit einer Zeit von 2:38,11 den zweiten Platz, womit sie auch ihren persönlichen Rekord im Marathon erreichte. Im gleichen Jahr nahm sie an den olympischen Spielen teil, wo sie im Marathon mit einer Zeit von 2:47,47 den 94. Rang belegte. 2013 erzielte Lina den zweiten Rang im Halbmarathon von Kuldīga.

## Persönliche Bestleistungen
- 5000 m: 17:04,31 min, 20. Juli 2013, Valmiera
- 10.000 m: 36:24,09 min, 7. Juli 2013, Liepāja
- Halbmarathon: 1:18:57 h, 10. August 2013, Kuldīga
- Marathon: 2:38:11 h, 6. Mai 2012, Hannover